# ロザンネ・フィリッペンス
ロザンネ・フィリッペンス （オランダ語: Rosanne Philippens、1986年10月26日 、アムステルダム生まれ）はオランダ出身のヴァイオリニスト。 

## 経歴
1986年、アムステルダムで生まれた。3歳でヴァイオリンを弾き始め、アムステルフェーンの音楽学校においてアンネケ・スヒルトのもとで学んだ。その後、ハーグ王立音楽院ではコーシェ・ヴェイゼンベークやヴェラ・ベス、アンナー・バイルスマに師事し、2009年にディプロマを取得。ウルフ・ヴァリンの指導のもと、ベルリンのハンス・アイスラー音楽大学でも学び、2014年に修士課程を修了した。ハーグ音楽院在学中に、オランダのオスカル・バック・コンクールで優勝。2014年にはフライブルク国際ヴァイオリン・コンクールで優勝している。   
2014年3月にヤニック・ネゼ＝セガン率いるロッテルダム・フィルハーモニー管弦楽団と共演。デンハーグのレジデンティ管弦楽団、 ヘルダース管弦楽団(別名：アルンヘム・フィルハーモニー管弦楽団）、 バルセロナ交響楽団など、これまでに多くのオーケストラと共演している。 

## 受賞
- オスカル・バック・コンクールで優勝。
- 2014年：フライブルク国際ヴァイオリン・コンクールで優勝。

## 使用楽器
1727年製の ストラディバリウス「Barrere」を貸与されている。ジャニーン・ヤンセンが過去に15年間に渡って演奏していた楽器で、エリーセ・マティルデ財団から提供されている。

## 録音
オランダのChannel Classicsから、CDを5枚リリースしている。